# Московское трио (1892)

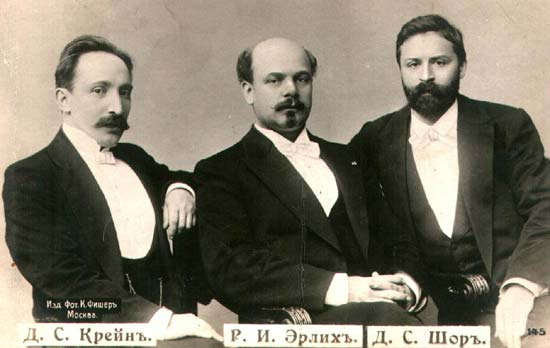
Музыканты Московского трио на дореволюционной открытке

«Московское трио» — российское фортепианное трио, выступавшее в 1892—1924 гг.
Основано выпускниками Московской консерватории пианистом Давидом Шором, скрипачом Давидом Крейном и виолончелистом Модестом Альтшулером. После эмиграции М. Альтшулера (1894) пульт виолончели в ансамбле занял Рудольф Эрлих. В 1907 г. Давид Шор на короткое время покинул ансамбль, и в составе трио выступал Александр Гольденвейзер, затем Шор вновь занял своё место.
В цикле «Исторические камерные утра» Московское трио, следуя идеям Антона Рубинштейна, последовательно сочетало произведения классиков и современных композиторов; среди премьер ансамбля — трио Александра Гречанинова (1907). Трио гастролировало и в Европе — в частности, в 1904 г. выступив в Лондоне в рамках цикла Бродвудские концерты, наряду с такими выдающимися ансамблями мира, как Чешский квартет и Квартет Кнайзеля; гастролировало трио и в Берлине, и в Париже, выезжало в разные российские города (например, в Ростов), выступало в усадьбе Льва Толстого. Ансамбль прекратил своё существование со смертью Рудольфа Эрлиха в сентябре 1924 года.